# Titularbistum Othona
Othona ist ein Titularbistum der römisch-katholischen Kirche. Es geht zurück auf einen Bischofssitz im antiken Ort Othona, der sich in der römischen Provinz Britannia superior bzw. in der Spätantike Maxima Caesariensis im heutigen England befand. Das Bistum gehörte der Kirchenprovinz Canterbury an.
| Titularbischöfe von Othona |                                                |                                                     |                  |                  |
| Nr.                        | Name                                           | Amt                                                 | von              | bis              |
| 1                          | Bernard Patrick Wall                           | emeritierter Bischof von Brentwood (Großbritannien) | 14. April 1969   | 18. Juni 1976    |
| 2                          | Anthony Hitchen                                | Weihbischof in Liverpool (Großbritannien)           | 28. Mai 1979     | 10. April 1988   |
| 3                          | Vincent Gerard Nichols                         | Weihbischof in Westminster (Großbritannien)         | 5. November 1991 | 15. Februar 2000 |
| 4                          | George Kocherry Titularerzbischof pro hac vice | Apostolischer Nuntius                               | 10. Juni 2000    |                  |